# Nikon
Nikon je japanska korporacija (: ), koju je ustanovio Nipon Kogaku (jap. Nippon Kogaku) 1917, specijalizovana na području optike. Glavni proizvodi ove kompanije su kamere, dalekozori, mikroskopi i slični optični instrumenti.
Među glavnima produktima su Nikkor sočiva, korištene u digitalnim SLR kamerama (DSLR), Nikonos podvodnim kamerama i u kamerama serije F sa 135 mm filmom. Nikon je takođe nadgradio svet digitalnih kamera sa serijom Coolpix

## Konkurencija
Glavni konkurenti Nikonu su vodeće kompanije u svetu optike: Canon, Pentax, Olimpus i Sony.

## Kamere na film
35  kamere sa manuelnim fokusom
- Nikon FM3A
- Nikon FM10
- Nikon FE10
- Nikon FA
- Nikon FE
- Nikon FE2
- Nikon FG
- Nikon FG20
- Nikon FM
- Nikon FM2 serija
- Nikon F serija
- Nikon F2 serija
- Nikon F3 serija
- Nikkormat F serija (poznata i kao Nikomat)
- Nikkormat EL serija (poznata i kao Nikomat)
- Nikkorex serija
- Nikon EL2
- Nikon EM
- Nikon F301 (u Americi poznata kao serija N2000)
- Nikon F601m (u Americi poznata kao serija N6000)

35  kamere sa automatskim fokusom
- Nikon F50 (u Americi poznata kao serija N50)
- Nikon F60 (u Americi poznata kao serija N60)
- Nikon F70 (u Americi poznata kao serija N70)
- Nikon F401 (u Americi poznata kao serija N4004)
- Nikon F401S (u Americi poznata kao serija N4004s)
- Nikon F401X (u Americi poznata kao serija N5005)
- Nikon F501 (u Americi poznata kao serija N2020)
- Nikon F601 (u Americi poznata kao serija N6006)
- Nikon F801 (u Americi poznata kao serija N8008)
- Nikon F801S (u Americi poznata kao serija N8008s)
- Nikon F90 (u Americi poznata kao serija N90)
- Nikon F90x (u Americi poznata kao serija N90s
- Nikon F55 (u Americi poznata kao serija N55)
- Nikon F65 (u Americi poznata kao serija N65)
- Nikon F75 (u Americi poznata kao serija N75)
- Nikon F80 (u Americi poznata kao serija N80)
- Nikon F100
- Nikon F3 (F3AF verzija)
- Nikon F4
- Nikon F5
- Nikon F6

## Digitalne kamere
Profesionalne kamere
- Nikon D1
- Nikon D1X
- Nikon D1H
- Nikon D2X
- Nikon D2H
- Nikon D2Hs
- Nikon D2Xs
- Nikon D3
- Nikon D700
- Nikon D3X
- Nikon D3s
- Nikon D4
- Nikon D800/E
- Nikon D600/10
- Nikon D4s
- Nikon D750

Poluprofesionalne kamere
- Nikon D100, od 21.februara 2002.
- Nikon D200, od 1.novembra 2005.
- Nikon D300, od 23.avgusta 2007.
- Nikon D300s, od 30.jula 2009.
- Nikon D7100, od 14.marta 2013.

Nastavničke kamere
- Nikon D70
- Nikon D70s
- Nikon D80
- Nikon D90
- Nikon D7000

Početni nivo
- Nikon D40x
- Nikon D40
- Nikon D50
- Nikon D60
- Nikon D3100
- Nikon D3200
- Nikon D5000
- Nikon D5100
- Nikon D5200

## Spoljašnje veze
- Zvanična strana Nikon korporacije
- Slikovni prikaz Nikonovih kamera
- List of Nikon compatible lenses with integrated autofocus-motor